# Legnica
Legnica (pronuncia: /lɛɡˈɲit͡sa/ ; in slesiano Ligńica, in tedesco Liegnitz, in ceco Lehnice) è una città polacca della regione della Bassa Slesia (Dolnośląskie), situata 65 km a nordovest di Breslavia; sorge alla confluenza dei fiumi Czarna Woda e Kaczawa, in una fertile regione agricola.

## Storia

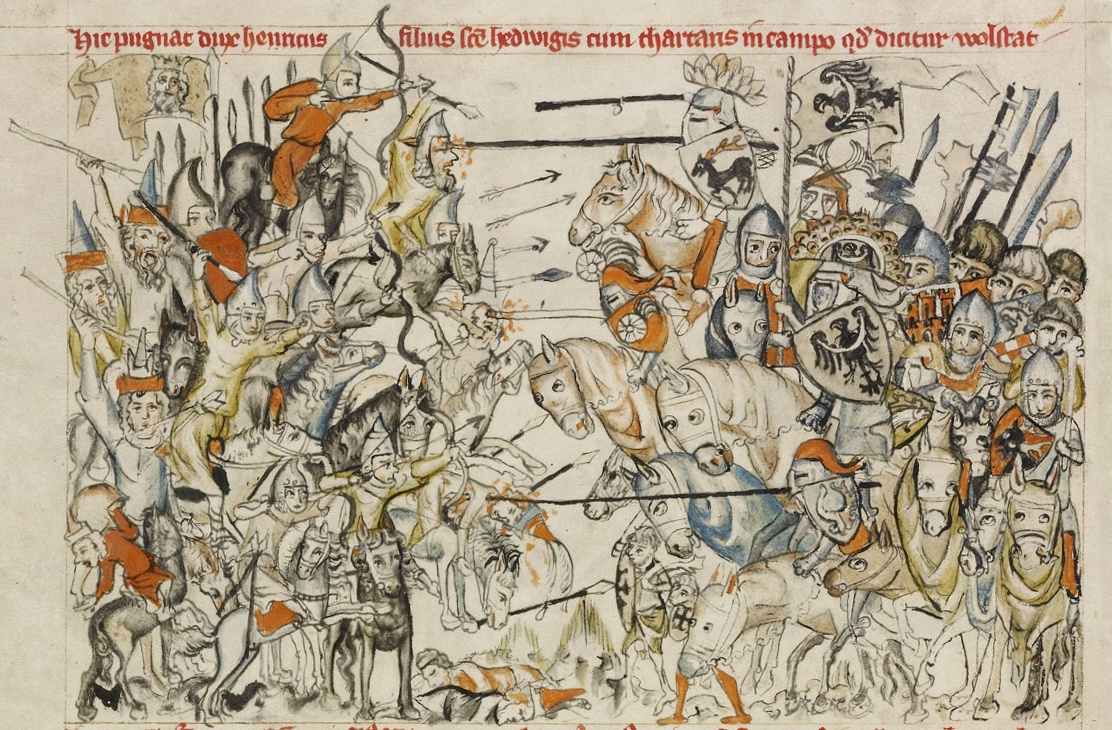
Battaglia di Legnica

Anche se non ci sono notizie ufficiali, il nome della città di Legnica parrebbe ricondurre ai vicini giacimenti di Lignite che ancora oggi producono tonnellate di materiale le cui previsioni stimano durare almeno fino al 2040 (Depositi facenti parte del complesso di Legnica-Ścinawa).

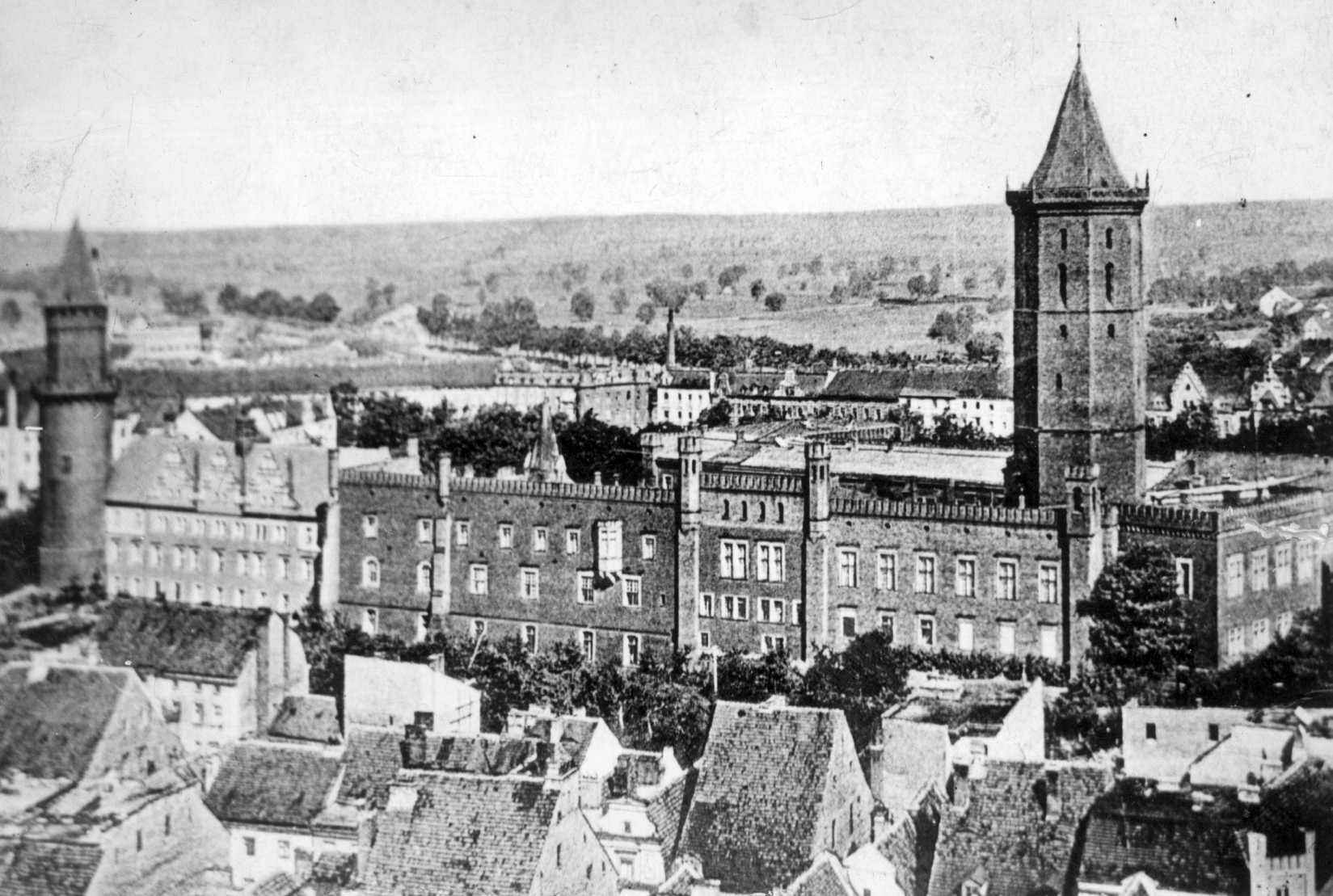
Castello di Piast

Menzionata per la prima volta nel 1004, fu capitale del ducato slesiano di Legnica dal 1164 al 1675, retta dalla dinastia dei Piasti polacchi; nei pressi della città, a Legnickie Pole, nel 1241 l'esercito polacco ai comandi del duca di Slesia Enrico il Pio e appoggiato dai cavalieri dell'Ordine Teutonico, venne sconfitto dalle armate mongole di Baidar Khan, nella battaglia detta di Legnica. Il 9 aprile 2011 si sono celebrati i 770 anni trascorsi da questa battaglia con feste in maschera e manifestazioni a tema. Nella chiesa domenicana di Legnica fu sepolto il sovrano polacco Boleslao II il Calvo, morto nel 1278. Ricostruita dopo le distruzioni mongole, la città passò all'Austria nel 1675 e alla Prussia nel 1742. Nei suoi pressi il 15 agosto 1760 fu combattuta una battaglia fra il Regno di Prussia e la monarchia asburgica, nell'ambito dei più vasti eventi della guerra dei sette anni.
Rimase parte della provincia prussiana della Bassa Slesia fino al 1945, quando fu occupata dalle truppe sovietiche; la conferenza di Potsdam la affidò alla Polonia.
Durante questo periodo, Legnica divenne un avamposto del regime sovietico, tanto da essere chiamata 'Piccola Mosca' (Mala Moskwa). L'aeroporto era usato dal quarto reggimento aereo e circa il 30% del territorio comunale era in mano ai russi. L'area occupata ad uso militare (circa 39 ettari) era cintata da un muro alto 2 metri che formava una zona denominata 'Kwadrat', inaccessibile ai polacchi e autosufficiente. Nelle altre zone della città, circa 2.500 appartamenti/case erano stati espropriati e usati da civili e collaboratori del regime sovietico. Il 16 settembre 1993, dopo 48 anni, l'ultima truppa lasciò definitivamente la città.

## Monumenti e luoghi d'interesse

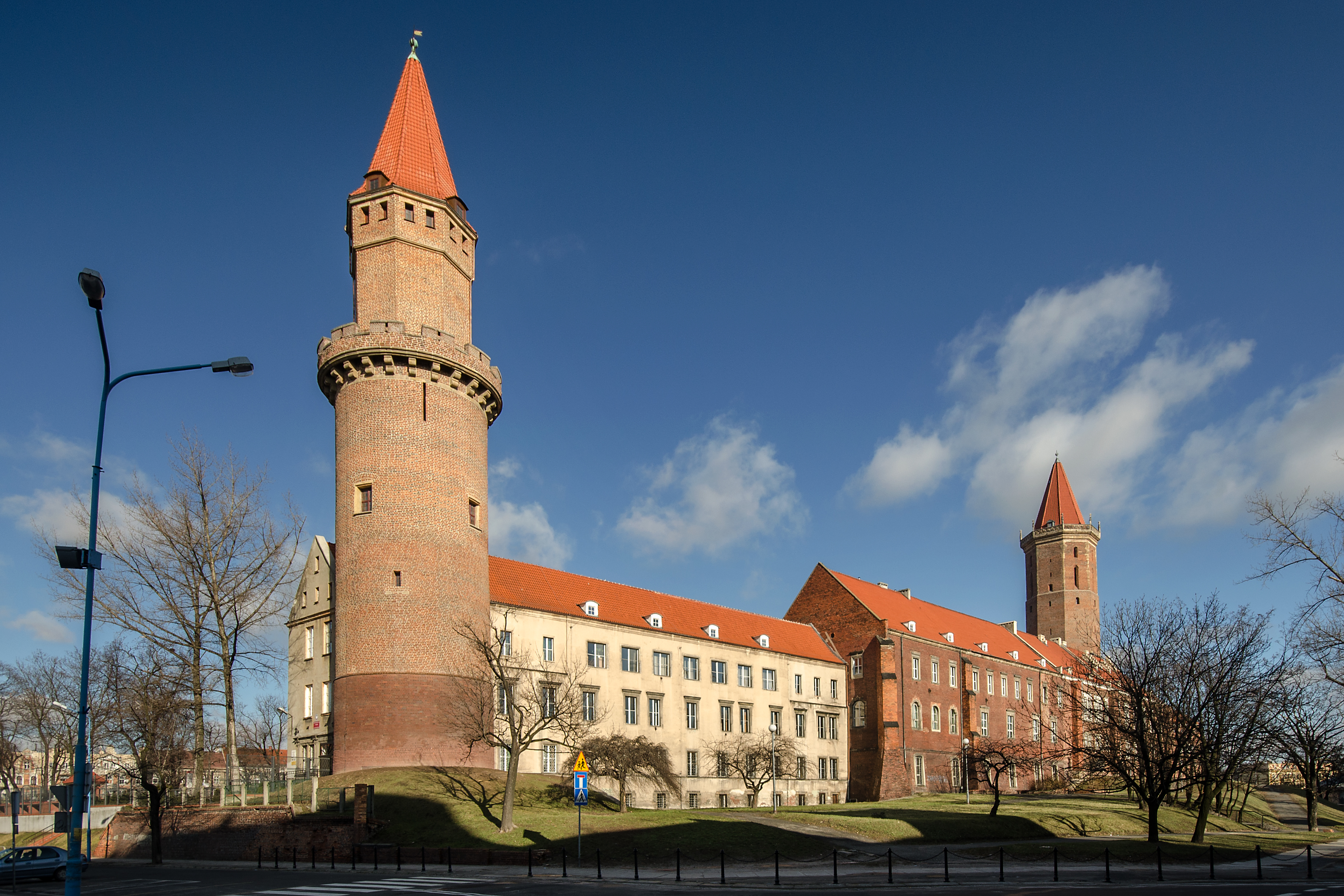
Castello dei Piast

La città è dotata di un ampio parco, situato a ridosso del fiume Kaczawa, vera oasi di pace e tranquillità dove non è raro vedere gli scoiattoli. Il parco è stato seriamente danneggiato e molti dei suoi alberi secolari sono stati sradicati dalla furia di un tornado abbattutosi sulla città e zone limitrofe il 22 luglio 2009.
Tra gli edifici cittadini più interessanti, molti dei quali danneggiati nel corso della seconda guerra mondiale, si ricordano l'imponente castello dei Piast del 1176, il teatro Helena Modrzejewska, la cattedrale gotica trecentesca dei Santi Pietro e Paolo, la chiesa barocca di San Giovanni Battista e l'ex palazzo municipale, entrambi del XVIII secolo, il mausoleo barocco dei Piast di Slesia, il palazzo rinascimentale di Scultetus, il palazzo barocco dell'Accademia cavalleresca, la neogotica chiesa evangelica di Maria Vergine, il nuovo palazzo municipale neobarocco e il museo del rame creato nel 1962 da Tadeusz Gumiński.
Importante nodo ferroviario sulle linee che collegano Breslavia a Berlino e a Dresda, Legnica conta diverse industrie, specializzate nei settori metallurgico (fonderie di rame), tessile, dell'abbigliamento, alimentare; si distingue inoltre per la produzione di cavi elettrici e di pianoforti.
Il Rynek (Piazza del Mercato) è stato recentemente sistemato e ora ospita anche un centro commerciale chiamato Galeria Piastòw. Poco lontano, su via Chojnowska, proprio davanti all'edificio che ospitava il tribunale sovietico, è stata recentemente inaugurata la Galeria Gwarna. Altri centri commerciali importanti sono Carrefour, Auchan, Bi1, Castorama, Kaufland, Decathlon, Leroy Merlin, LIDL, e Mediamarkt.

## Infrastrutture e trasporti

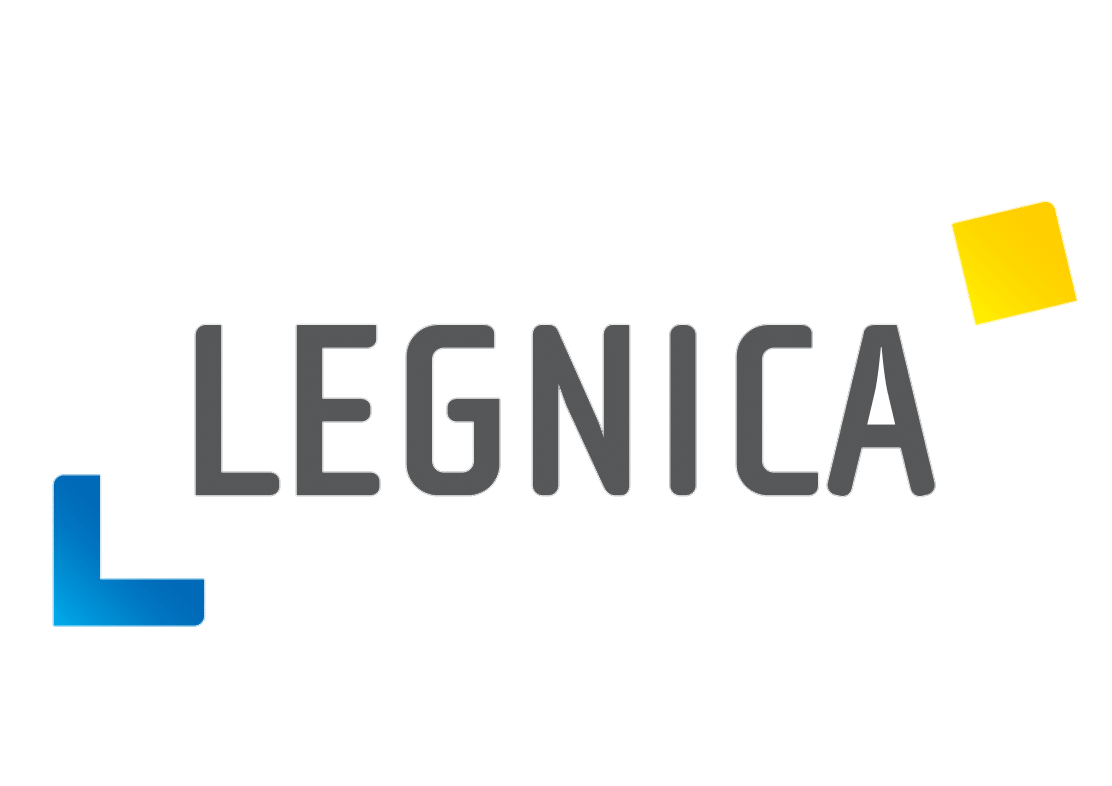
Logotipo

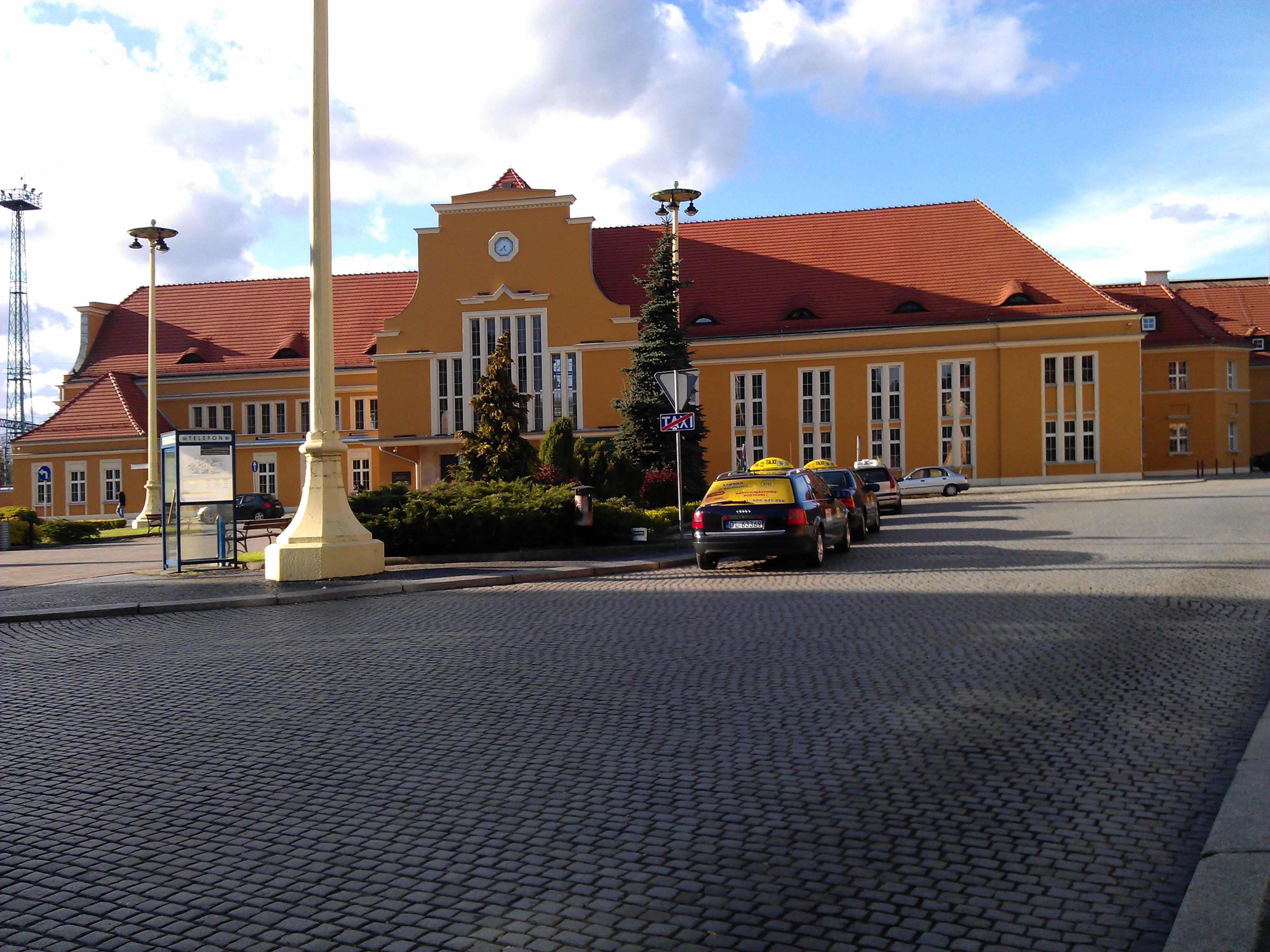
Stazione ferroviaria

A Legnica è presente una stazione ferroviaria passeggeri principale (Legnica), facente parte del nodo ferroviario di importanza nazionale E 30, corridoio di trasporto europeo III. Dal 2013 l'operatore nazionale PKP ha notevolmente ridotto la propria attività di trasporto regionale su quasi tutte le tratte da Legnica. Koleje Dolnoslaskie, operatore regionale con sede nella città, ha gradualmente preso la gestione delle suddette tratte. Dalla fine del 2015, Koleje Dolnoslaskie ha anche ripristinato il collegamento Dresda-Legnica-Breslavia e dal 2016 la linea Berlino-Legnica-Breslavia nei weekend.
Nella zona sud-est, a circa 4,5 km dal centro, è presente una pista di volo lunga 1600 metri (Codice IATA EPLE), ex aeroporto sovietico, teatro di una affollatissima messa celebrata da papa Giovanni Paolo II. Attualmente è inutilizzato, fatta eccezione per una piccola parte sulla quale sono sorti alcuni centri commerciali.
Nel 2018 è stato aperto un nuovo ponte sul fiume Kaczawa che attraversa il parco da est a ovest. L'intervento si è reso necessario in quanto il traffico sugli altri due ponti cittadini era diventato troppo caotico.
La città è crocevia dell'autostrada A4 (percorso tra i confini Germania e Ucraina) e della superstrada S3 (percorso tra la Repubblica Ceca e la città di Świnoujście, Polonia)

## Sport
La locale squadra di calcio Autonomiczna Sekcja Piłki Nożnej Miedź Legnica (abbreviato in Miedz Legnica), fondata nel 1971, ha in Bacheca la Coppa di Polonia vinta nel 1992. Nel 2018, per la prima volta nella sua storia, vince il campionato di seconda divisione (I Liga) ed è promossa nella massima serie (Ekstraklasa).

## Turismo
La cittadina è posta al 25,5º km del Sentiero regio polacco.

## Amministrazione

### Gemellaggi
- Roanne
- Blansko
- Drohobyč
- Orenburg
- Wuppertal

## Galleria d'immagini

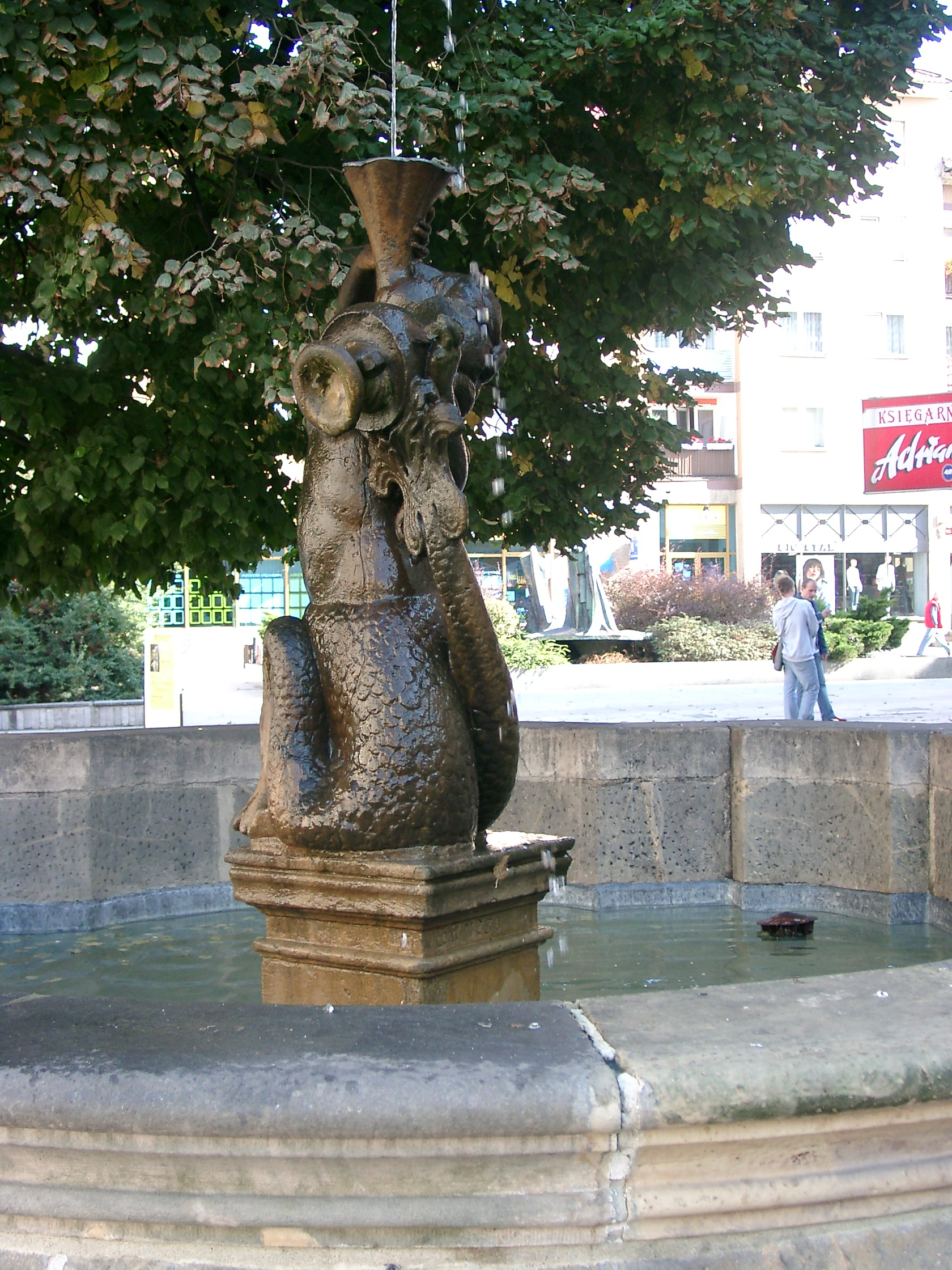
Fontana nel centro
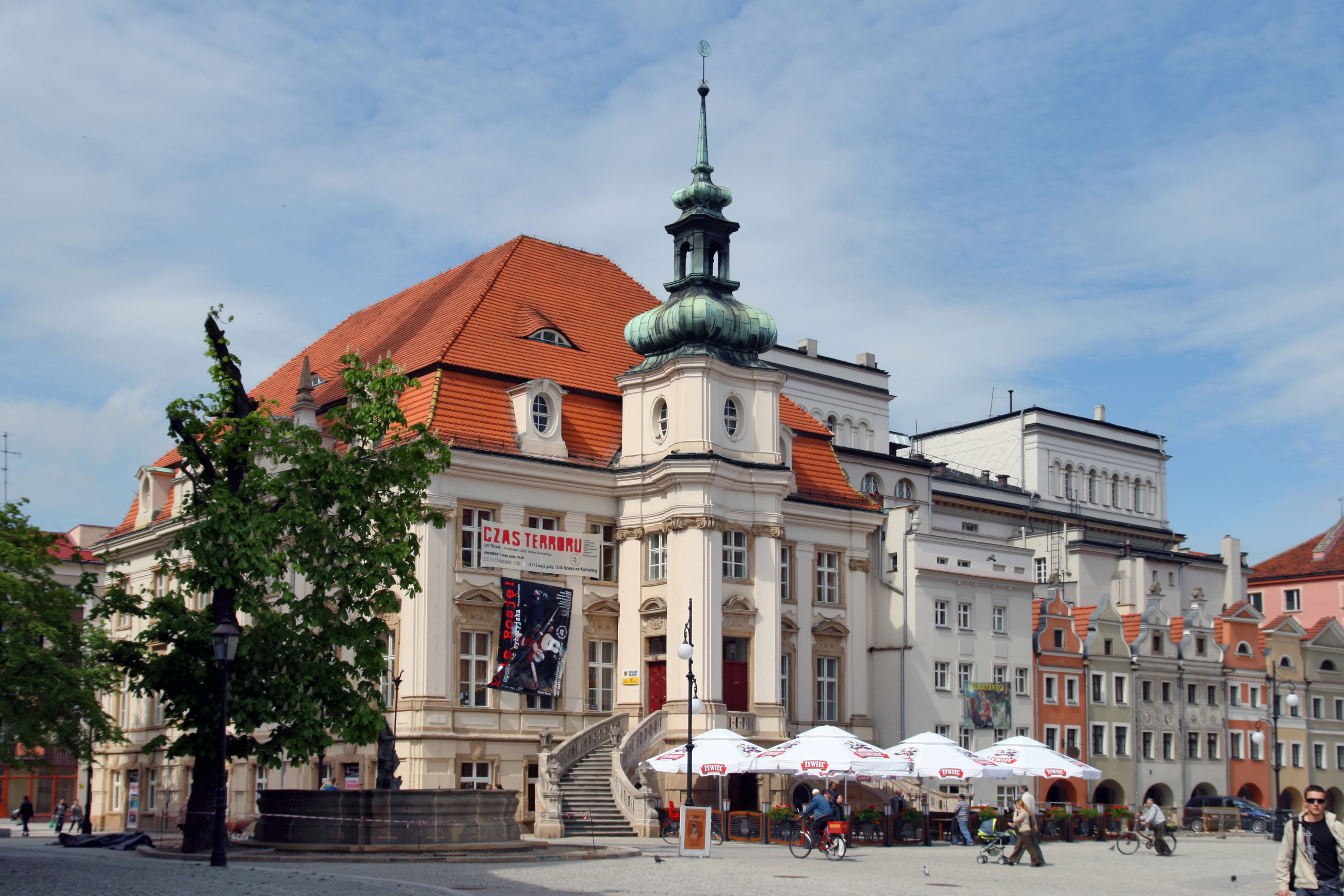
Vecchio municipio (Stary Ratusz)
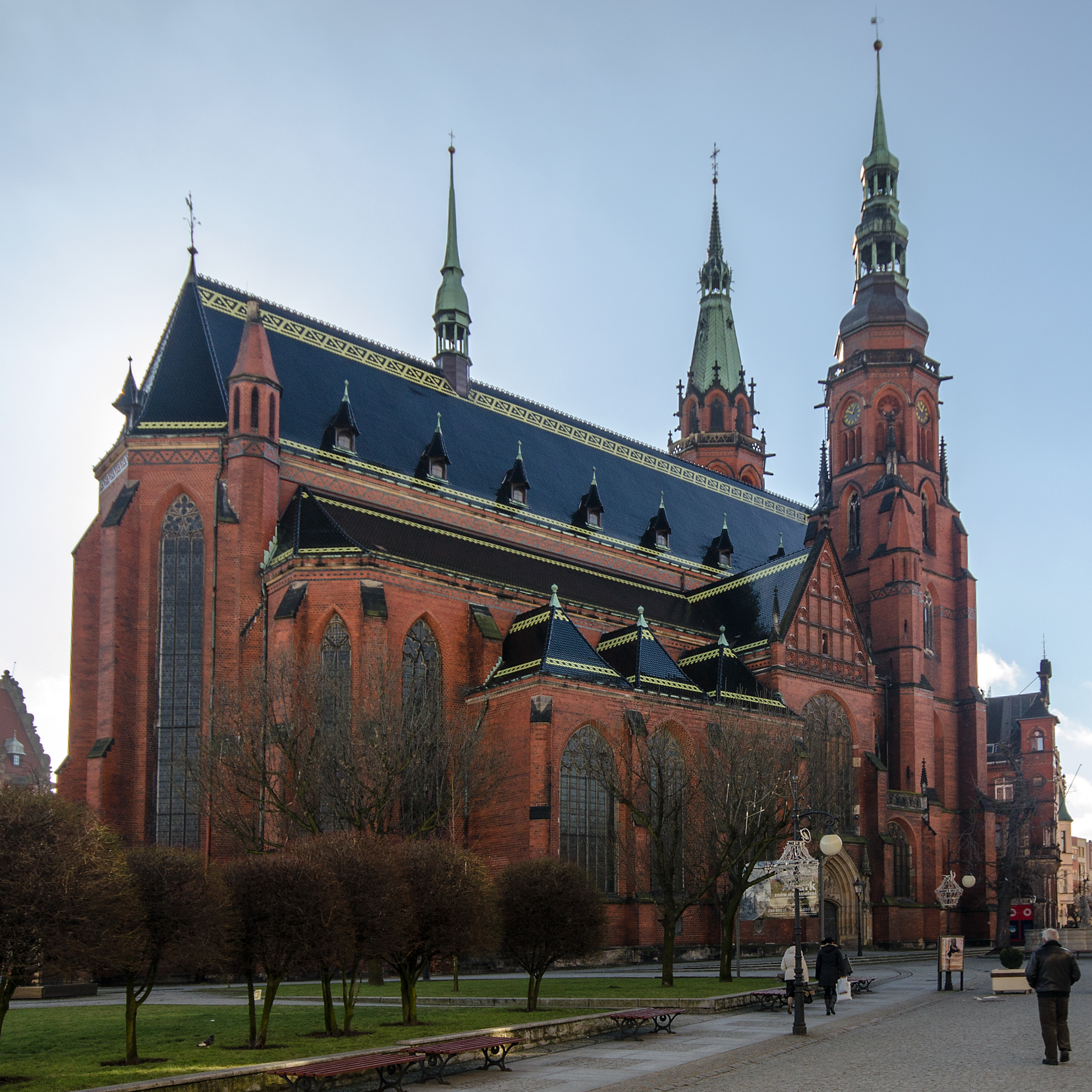
Cattedrale
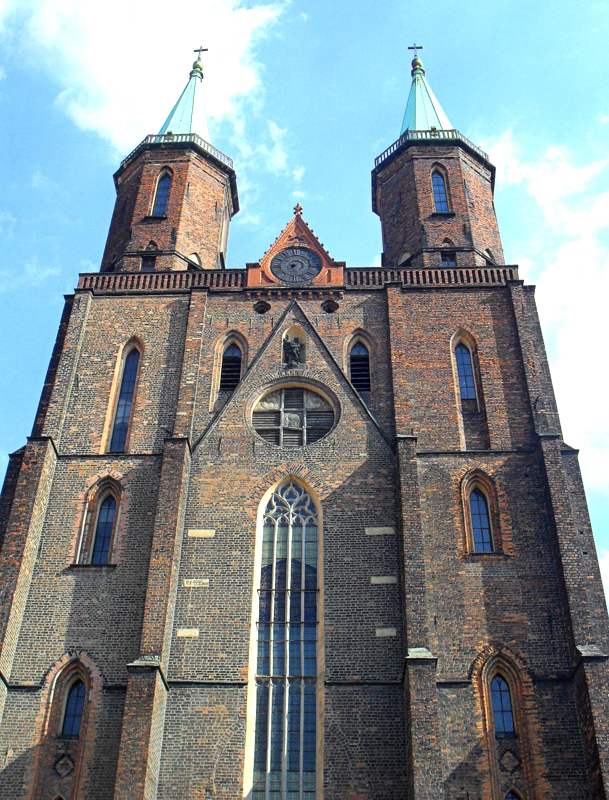
Chiesa di Santa Maria
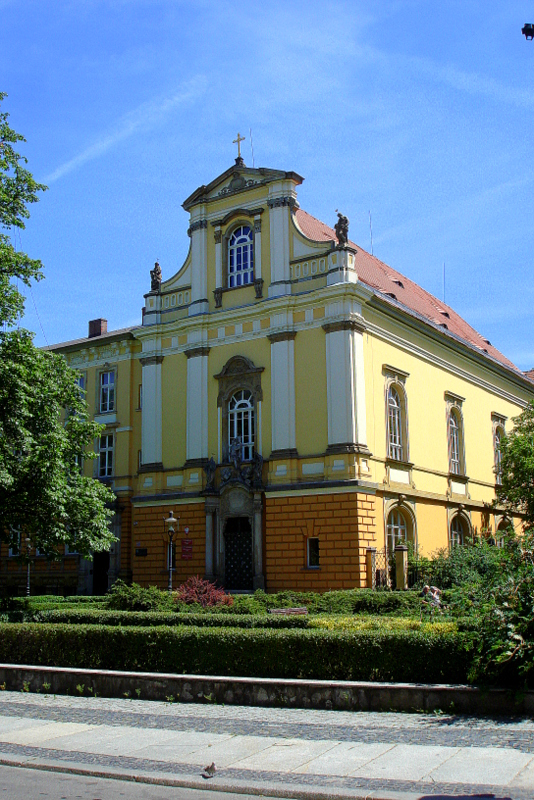
High school
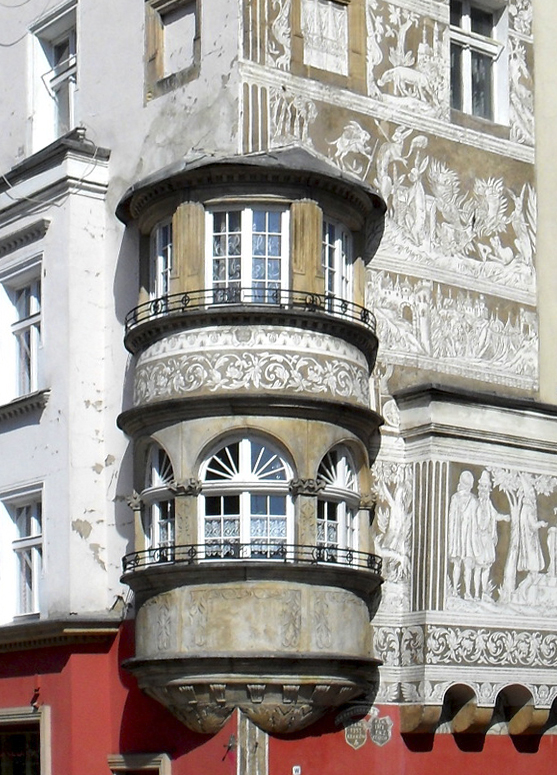
Centro storico
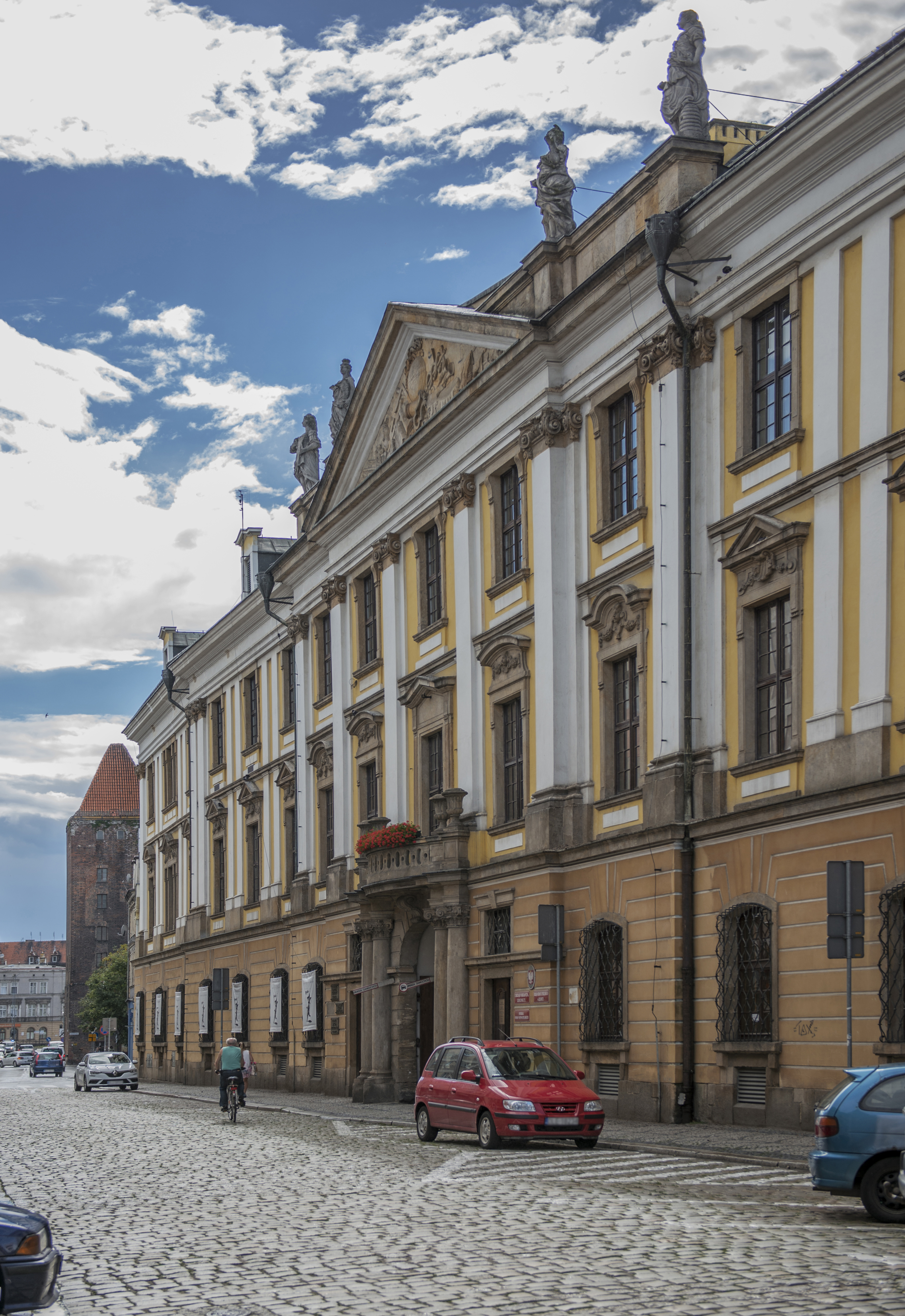
Accademia del cavaliere, ora un museo
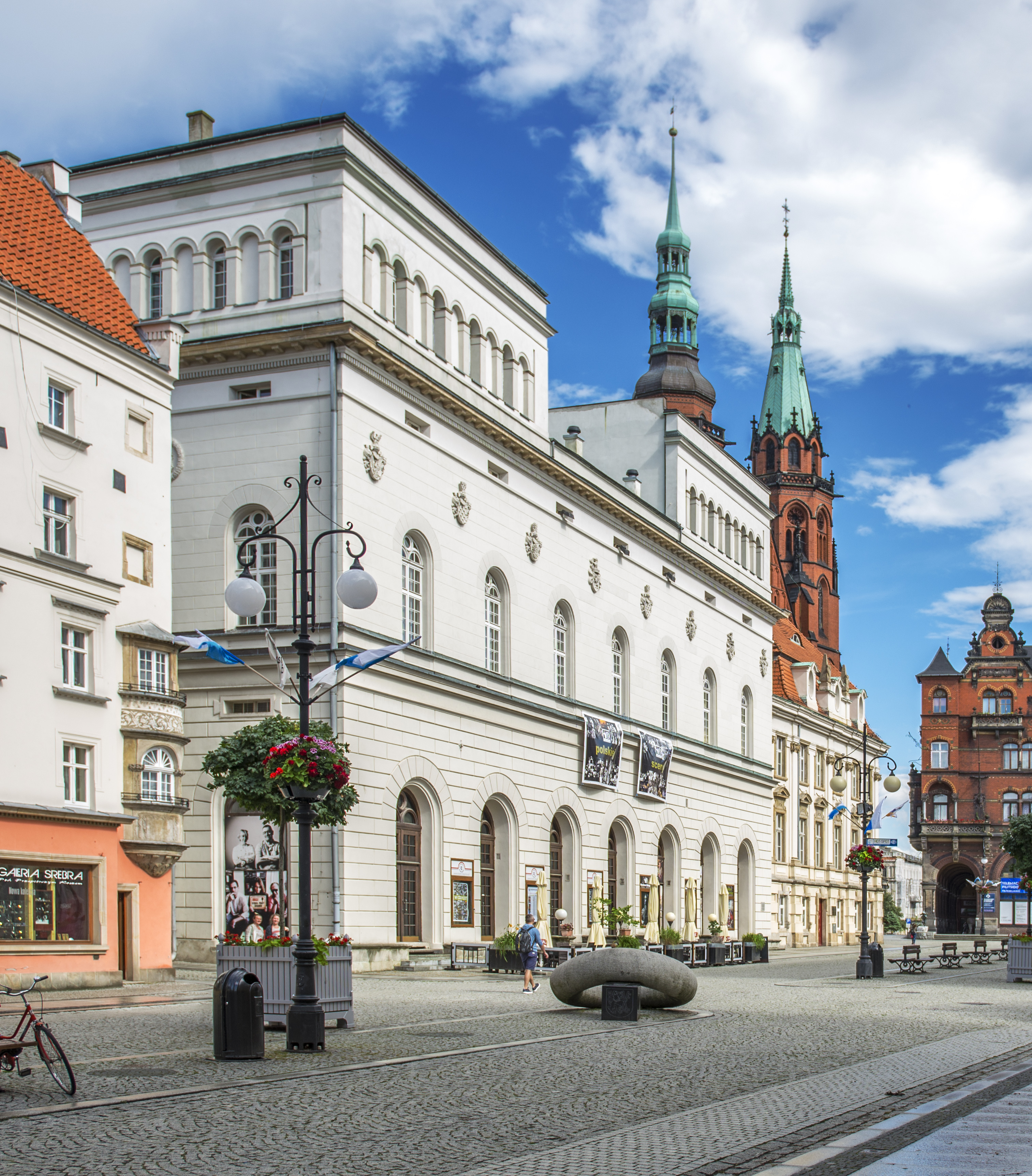
Teatro di Legnica
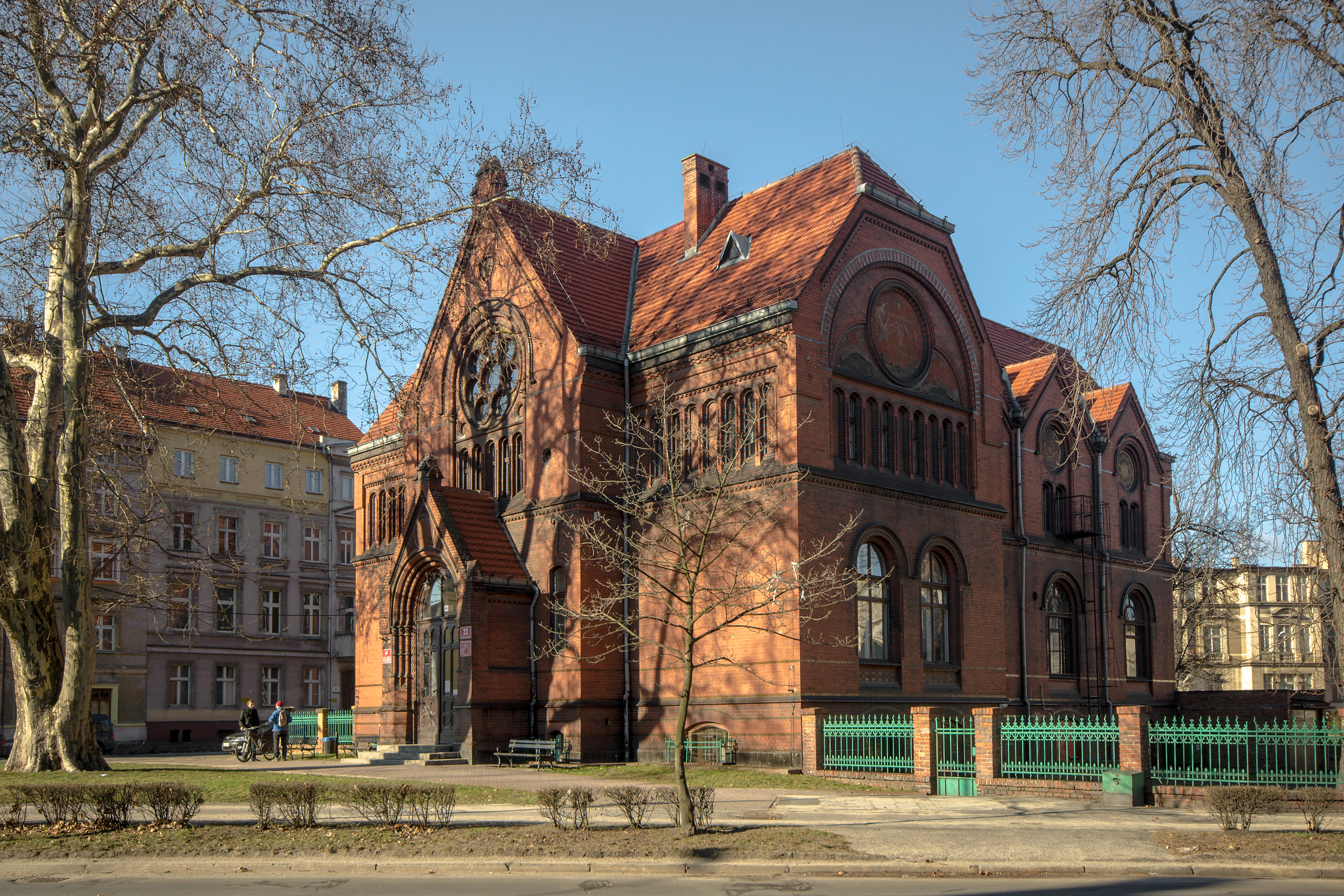
Biblioteca pubblica
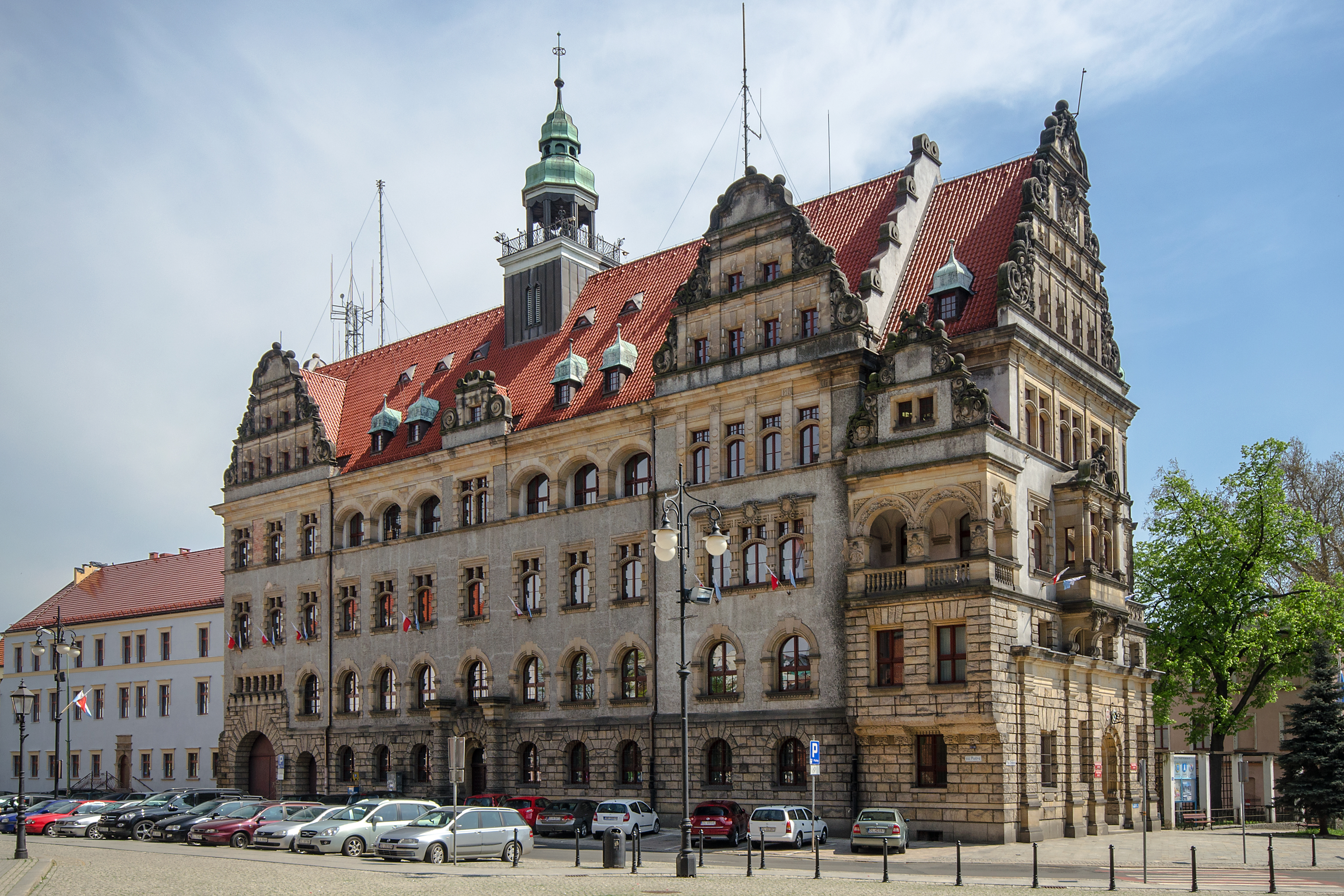
Nuovo municipio (Nowy Ratusz)
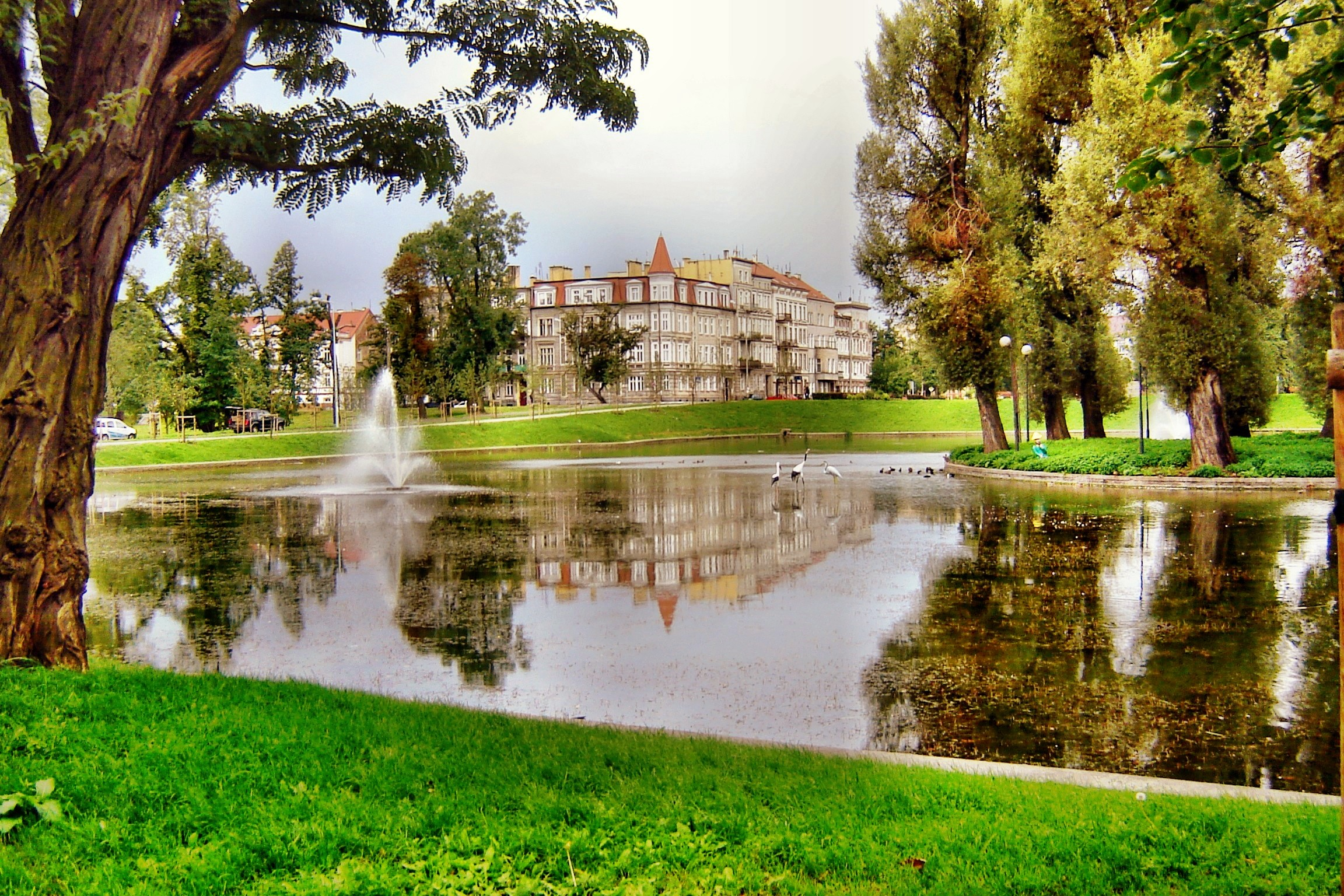
Parco
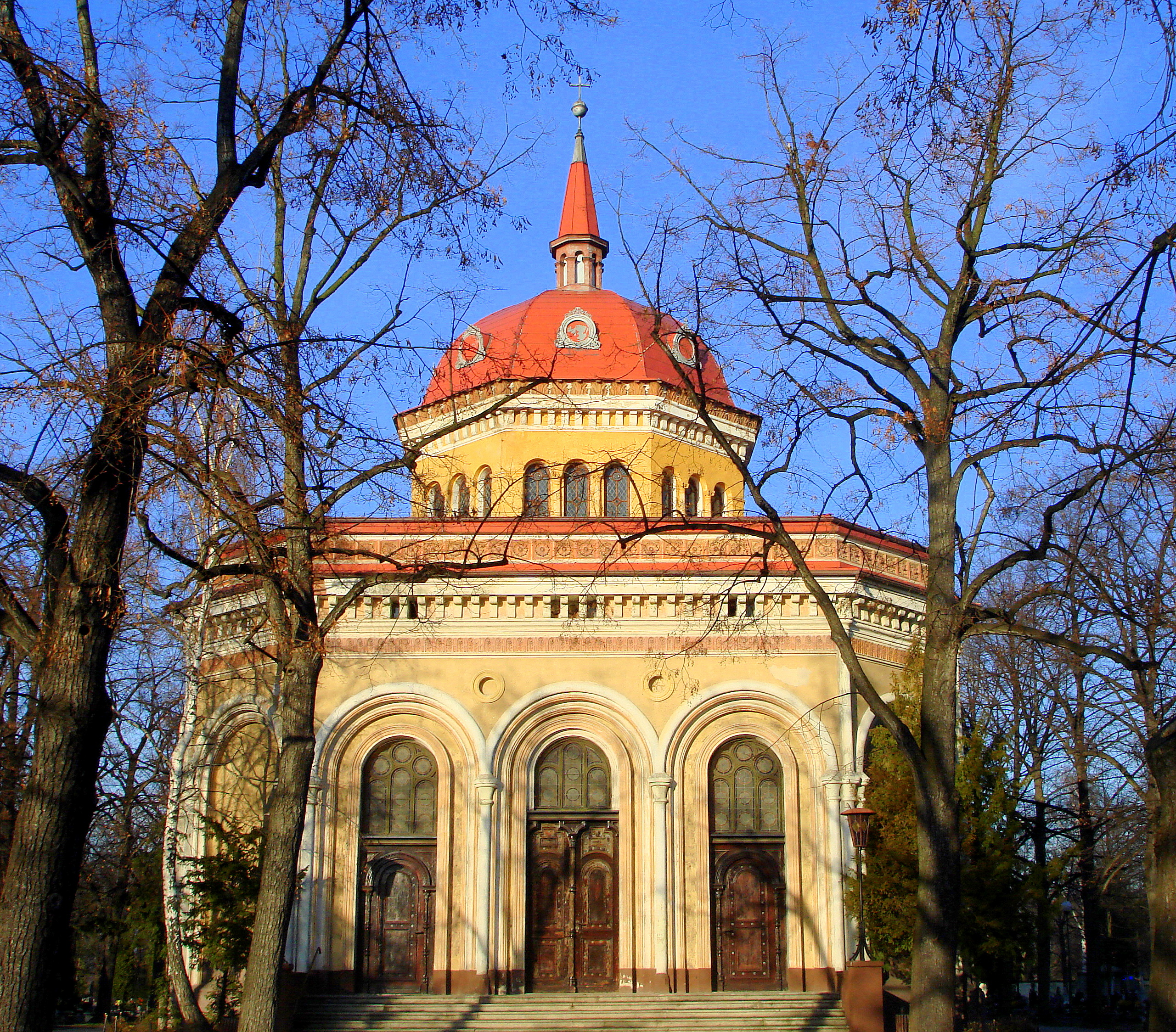
Cappella del Cimitero
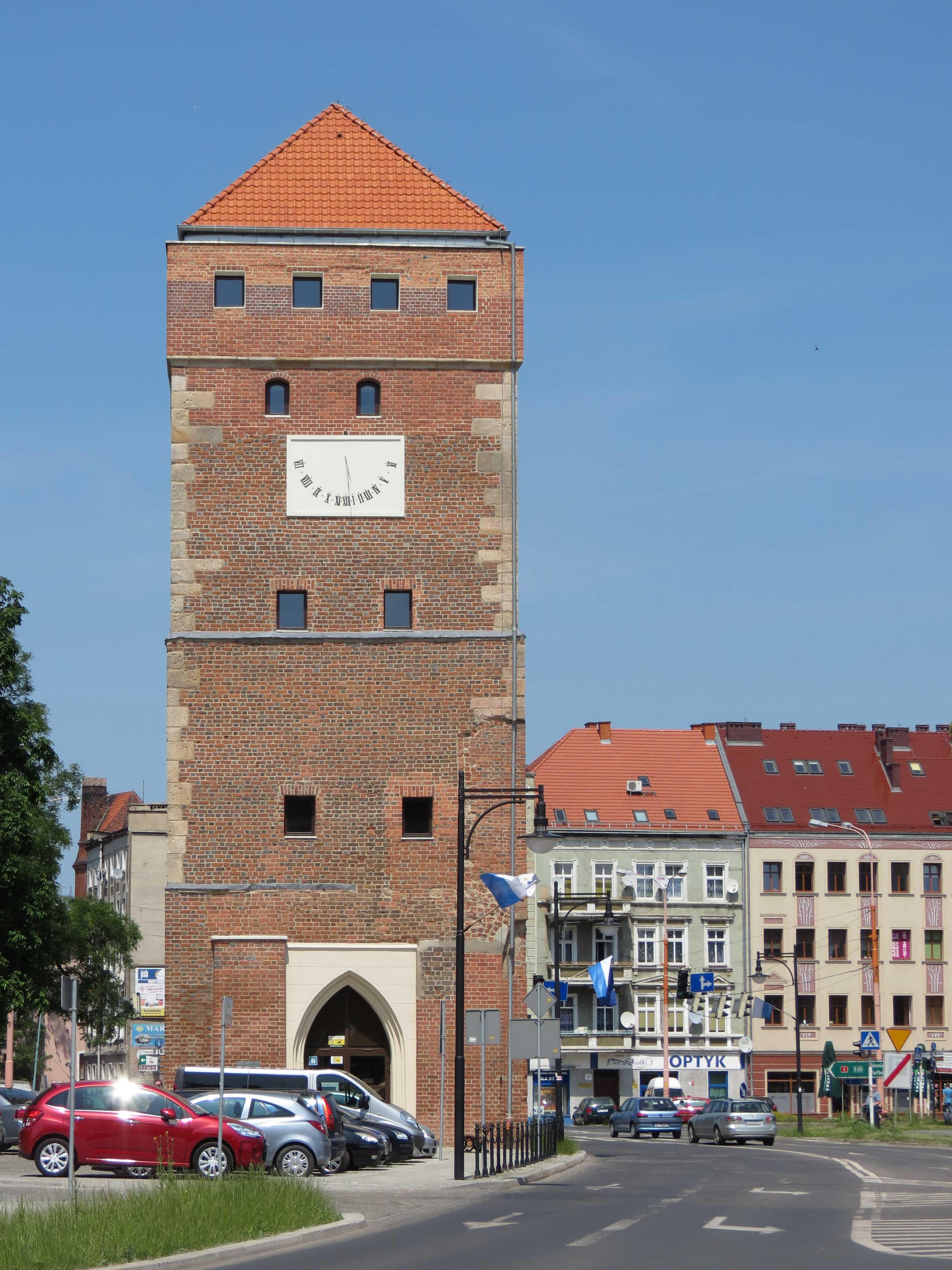
La porta di Głogów (Brama Głogowska)